# Холидеј Поконо (Пенсилванија)
Холидеј Поконо (енгл. Holiday Pocono) насељено је место без административног статуса у америчкој савезној држави Пенсилванија.

## Демографија
По попису из 2010. године број становника је 476.
| Група             | 2000.    | 2010.       |
| Белци             | 0 (0,0%) | 426 (89,5%) |
| Афроамериканци    | 0 (0,0%) | 5 (1,1%)    |
| Азијати           | 0 (0,0%) | 1 (0,2%)    |
| Хиспаноамериканци | 0 (0,0%) | 40 (8,4%)   |
| Укупно            | 0        | 476         |